# Bitwa pod Didymotyką
Bitwa pod Didymotyką – starcie zbrojne w Tracji, które miało miejsce w październiku 1352 roku. Starły się tam siły Jana V Paleologa, wspierane przez Serbów z Turkami osmańskimi będącymi sojusznikami Kantakuzenów.

## Tło historyczne
Cesarz Jan VI Kantakuzen (1347-1354) w 1352 przekazał swojemu współcesarzowi Janowi V Paleologowi (1341-1391) terytorium położone na terenie Rodopów, zarządzane dotąd przez jego syna Mateusza Kantakuzena. Mateusz zaś otrzymał nowy i znaczniejszy okręg w rejonie Adrianopola. Porozumienie nie okazało się jednak trwałe. Konflikt przybrał formę wojny między autonomicznymi księstwami Jana Paleologa i Mateusza Kantakuzena. Jan V zaopatrzony w weneckie pieniądze, na czele małej armii najechał jesienią 1352 roku terytorium swojego szwagra. Nie napotykając oporu zajął Adrianopol. Mateusz zamknął się w fortach miejskiej cytadeli. Jan V Kantakuzen przybył z odsieczą wraz z tureckimi oddziałami. Szybko opanował sytuację. Adrianopol i inne miasta, które przeszły na stronę Paleologa, zostały za karę wydane na łup Turkom. Jan Paleolog, dysponujący skromnymi siłami, wezwał na pomoc Bułgarów i Serbów. Król Serbów Stefan Duszan, któremu jako zakładnika Jan wysłał swego brata, despotesa Michała przysłał czterotysięczny oddział jazdy. Z kolei sułtan turecki Orchan wysłał do Jana Kantakuzena posiłki, liczące ok. 10000 żołnierzy pod dowództwem swego syna Sulejmana. Sulejman po raz pierwszy pojawił się w Europie już w 1346 udzielając poparcia Janowi Kantakuzenowi.

## Bitwa
Batalia odbyła się na otwartym polu w pobliżu Didymotyki w pobliżu rzeki Erytros (dziś Didimoticho w Grecji). Do oddziału serbskiego (dowódca Gradysław Borilović) idącego na pomoc Janowi V, który opuścił Didymotyki przyłączyli się Bułgarzy. Car Iwan Aleksander chciał w ten sposób również wesprzeć młodego cesarza. Wojska bułgarskie wycofały się na wieść o zbliżających się silnych oddziałach tureckich. Siły osmańskie Jan Kantakuzen oceniał na 10000 jeźdźców, Nicefor Gregoras podawał liczbę 12000. 
Przeważające siły osmańskie pod dowództwem Sulejmana odniosły zwycięstwo pod Didymotyką nad wojskami Jana V i wspierających go Serbów. Klęska kawalerii serbskiej spowodowana była nagłym odejściem Bułgarów. Według Jana Kantakuzena straty serbskie (przesadzone) wyniosły 7000 ludzi. Natomiast Nicefor Gregoras podaje liczbę 4000 zabitych. Bitwa była pierwszym zwycięstwem Turków osmańskich w Europie.

## Skutki
W rezultacie bitwy cała Tracja dostała się w ręce rodu Kantakuzenów. Jan V pozbawiony sojuszników musiał się wdać w negocjacje ze zwycięskim teściem Janem VI Kantakuzenem. Ten domagał się, aby Paleolog zrzekł się apanażu Didymotyki na rzecz jego syna Mateusza. Jan V nie godząc się na to, odpłynął na wyspę Tenedos. Tam zbierał nowe siły w walce o tron. Słał pisma o pomoc m.in. do Turków osmańskich. Klęska Jana V umocniła pozycję Kantakuzenów, skończyli z fikcja popierania prawowitej dynastii - Paleologów. 15 kwietnia 1353 Mateusz Kantakuzen został proklamowany na współcesarzem u boku swojego ojca Jana VI Kantakuzena (koronacja nastąpiła w lutym 1354). Zakazano też wymieniania imienia Jana V w liturgii i w aklamacjach podczas oficjalnych uroczystości.
Bitwa była pierwszym ważnym sukcesem Turków osmańskich na ziemi europejskiej. Zwycięska batalia utorowała drogę do dalszej ekspansji tureckiej i początku podboju ziem trackich. Już w marcu 1354 roku Turcy zajęli miasto Gallipoli. Samo miasto Didymotyka zostało zajęte przejściowo przez nich w 1359 roku. Ostateczny podbój miasta nastąpił w listopadzie 1361. Didymotyka stała się rezydencją Murada I aż do czasu zdobycia Adrianopola w 1365 roku.

### Źródła
- Ioannis Cantacuzeni eximperatoris Historiarum libri IV, ed. Ludwig Schopen, Bonn 1828, t. 3, s. 246-248 (Corpus Scriptorum Historiae Byzantinae, vol. 25 ).
- Nicephori Gregorae Byzantina historia, ed. Ludwig Schopen, Bonn 1855, t. 3, s. 181 (Corpus Scriptorum Historiae Byzantinae, vol. 40 ).

### Opracowania
- Sławomir Bralewski, Didymotyka [w:] Encyklopedia kultury bizantyńskiej, red. Oktawiusz Jurewicz, Warszawa: Wydawnictwa Uniwersytetu Warszawskiego 2002, s. 142.
- Timothy E. Gregory, Didymoteichon [w:] The Oxford Dictionary of Byzantium, ed. by Alexander Kazhdan, New York – Oxford: Oxford University Press 1991, s. 620.
- Timothy E. Gregory, Historia Bizancjum, przeł. Justyn Hunia, Kraków: Wydawnictwo Uniwersytetu Jagiellońskiego 2008, s. 618, 620, ISBN 978-83-233-2588-8
- Halil İnalcık, Imperium osmańskie. Epoka klasyczna 1300-1600, przeł. Justyn Hunia, Kraków: Wydawnictwo Uniwersytetu Jagiellońskiego 2006, s. 21, ISBN 83-233-2194-9
- Donald M. Nicol, The Reluctant Emperor. A Biography of John Cantacuzene, Byzantine Emperor and Monk c. 1295-1383, Cambridge: Cambridge University Press 1996, ISBN 978-0-521-52201-4
- Donald MacGillivray Nicol, The Last Centuries of Byzantium 1261–1453, wyd. 2nd ed, Cambridge: Cambridge University Press, 1993, s. 238, ISBN 978-0-521-43991-6, OCLC 27187224.
- Zygmunt Okniński, Jan Kantakuzen, cesarz wschodnio-rzymski [w:] Księga ku czci Oskara Haleckiego wydana w XXV-lecie jego pracy naukowej, Warszawa 1935, s. 157-184.
- Georg Ostrogorski, Dzieje Bizancjum, przekład pod redakcją Haliny Evert-Kapesowej, wyd. 3, Warszawa: Wydawnictwo Naukowe PWN 2008, s. 487-488, ISBN 978-83-01-15268-0
- Jan Reychman, Historia Turcji, Wrocław: Zakład Narodowy im. Ossolińskich 1973, s. 47.
- George Christos Soulis, The Serbs and Byzantium during the reign of Tsar Stephen Dušan (1331–1355) and his successors, Washington: Dumbarton Oaks Research Library and Collection 1984, s. 96 .
- Świat Bizancjum, t. 3: Bizancjum i jego sąsiedzi 1204-1453, pod redakcją Angeliki Laiou, Cécile Morisson, przeł. Andrzej Graboń, Kraków: Wydawnictwo WAM 2014, s. 50, ISBN 978-83-7767-802-2